# Avatha complens
Avatha complens är en fjärilsart som beskrevs av Walker 1858. Avatha complens ingår i släktet Avatha och familjen nattflyn. Inga underarter finns listade i Catalogue of Life.